# Čtverčík

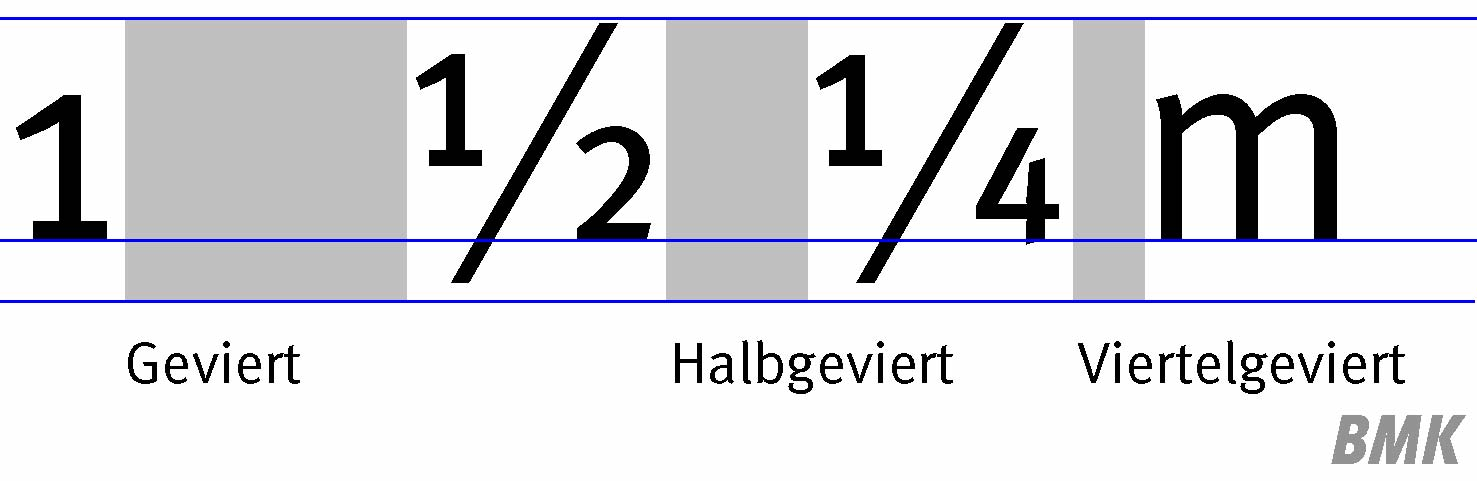
Čtverčík, půlčtverčík a čtvrtka

Čtverčík, anglicky quad je v typografii míra, která pochází z doby olověné sazby – tisku pohyblivými literami, v mírně pozměněné podobě se však používá i dnes jako míra šířky typografických znaků a zejména mezer na řádku.

## Popis
Původně odpovídal čtvercové netisknoucí ploše, jejíž strana se rovnala výšce kuželky písma, čili nejmenší možné vzdálenosti mezi řádky u daného písma. Někdy se definoval jako plocha velkého písmene M (odtud anglické em quad). Při sazbě na počítači se definuje jako čtverec o straně dané velikostí písma. V písmu o velikosti 12 bodů bude mít tedy čtverčík rozměry 12 b. × 12 b., tedy přibližně 4,23×4,23 mm (pokud je 1 b. roven 1/72 ", tedy cca 0,35278 mm).
Čtverčík se dělí na poloviny, čtvrtiny atd., někdy se používají i desetinné zlomky (např. 50/100). Čtverčík nebo půlčtverčík je obvyklá velikost odsazení prvního řádku odstavce. Pomlčka má často délku čtverčíku (dlouhá pomlčka, anglicky označovaná em dash) nebo půlčtverčíku (krátká pomlčka, anglicky označovaná en dash, spojovník čtvrtiny čtverčíku, avšak některá písma tuto konvenci nedodržují. V neproporcionálních písmech znak spojovníku a krátké pomlčky bývá doplněn po stranách bílým místem, které umožňuje tyto znaky rozlišit. (Šířka znaku včetně tohoto místa je pro všechny znaky totožná.) V korekturách a v předpisu sazby se značí čtverečkem s oběma úhlopříčkami.

## Použití vsazbě textu za pomoci počítače
V sázecím systému LaTeX je možné mezeru o šířce jednoho čtverčíku vytvořit použitím makra \quad. Je poskytována také mezera odpovídající dvěma čtverčíkům makrem \qquad. Obě tato makra jsou definována s použitím jednotky em, která je definována tak, že 1 em je rovno velikosti písma, takže i šířce čtverčíku.
V CSS je také dostupná jednotka em, která je definována obdobně.
Název jednotky em používané ve výše uvedených prostředích vychází z toho, že šířka a výška velkého písmene M v latince je stejná jako velikost písma.